# Victor Agbanou

Bischofswappen von Victor Agbanou

Victor Agbanou (* 23. Dezember 1945 in Lokossa, Benin) ist ein beninischer Geistlicher und emeritierter römisch-katholischer Bischof von Lokossa.

## Leben
Victor Agbanou empfing am 10. August 1974 das Sakrament der Priesterweihe für das Bistum Lokossa.
Am 5. Juli 2000 ernannte ihn Papst Johannes Paul II. zum Bischof von Lokossa. Der emeritierte Präfekt der Kongregation für die Bischöfe, Bernardin Kardinal Gantin, spendete ihm am 4. November desselben Jahres die Bischofsweihe; Mitkonsekratoren waren der Bischof von Nizza, Jean Bonfils SMA, und der Bischof von Djougou, Paul Kouassivi Vieira.
Papst Franziskus nahm am 4. März 2023 seinen altersbedingten Rücktritt an.